# Roberto (ur. 1979)
Roberto Júlio de Figueiredo (ur. 20 lutego 1979) – brazylijski piłkarz występujący na pozycji pomocnika.

## Kariera klubowa
Od 1998 do 2011 roku występował w klubach Ponte Preta, Avispa Fukuoka, Oita Trinita, Sagan Tosu, Yokohama FC i FC Tokyo.